# 비디오 게임 콘솔

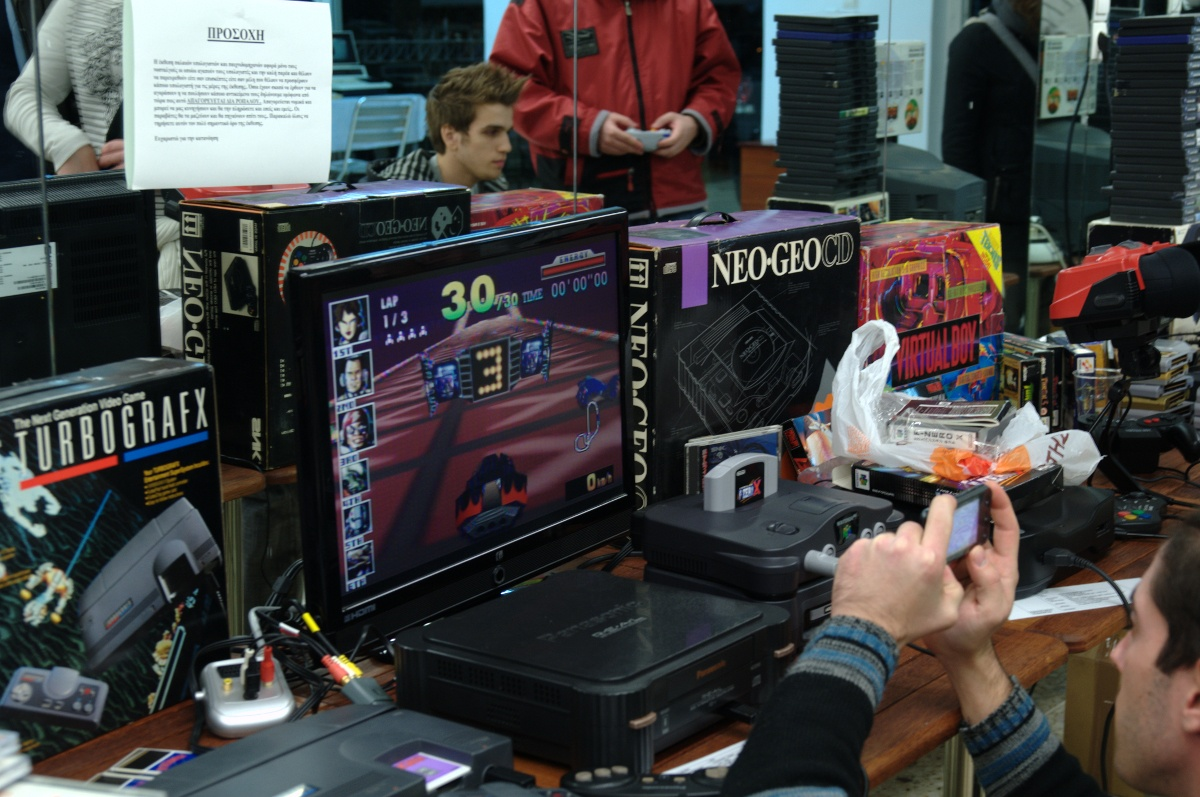

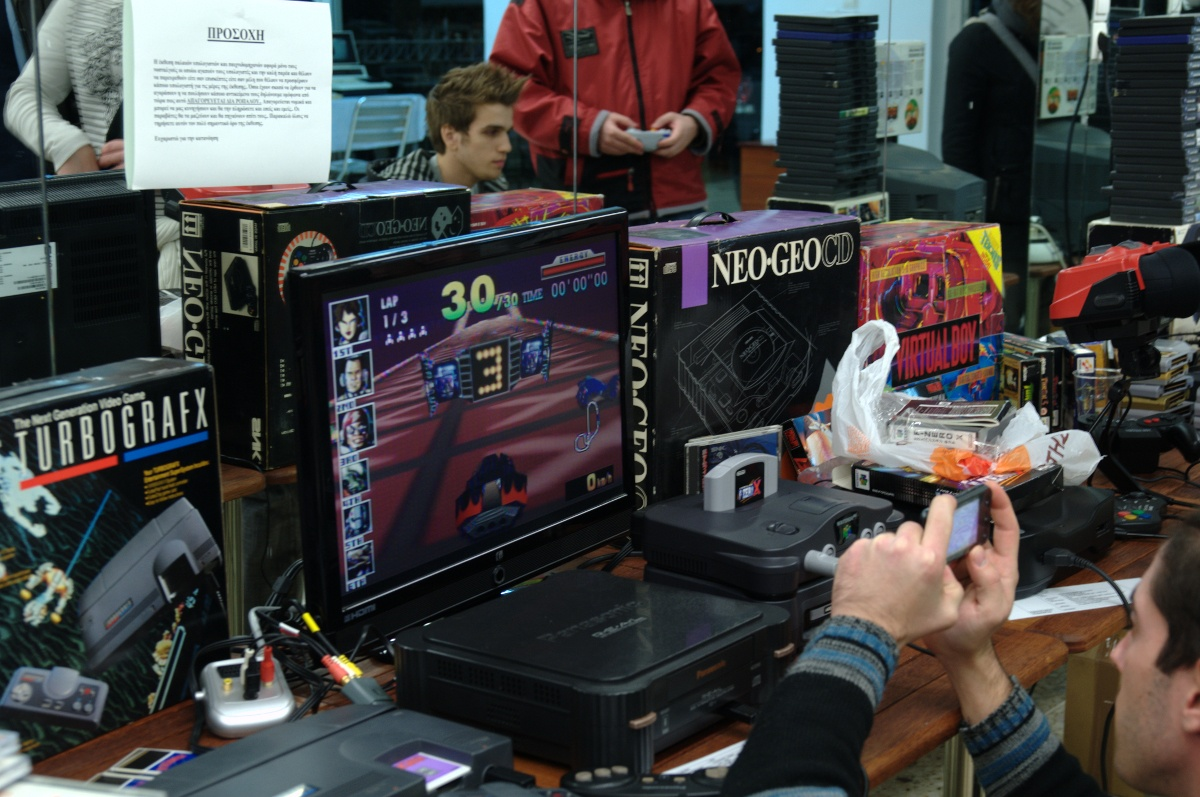
2010년 게임 쇼에서 다양한 클래식 비디오 게임 콘솔 컬렉션

비디오 게임 콘솔(video game console)은 일반적으로 게임 컨트롤러로 플레이할 수 있는 비디오 게임을 표시하기 위해 비디오 신호 또는 이미지를 출력하는 전자 기기이다. 여기에는 일반적으로 텔레비전 또는 기타 디스플레이 장치에 연결된 영구적인 위치에 배치되고 별도의 게임 컨트롤러로 제어되는 가정용 콘솔과 자체 디스플레이 장치 및 컨트롤러 기능이 장치에 내장되어 어디에서나 플레이할 수 있는 휴대용 콘솔이 포함될 수 있다. 하이브리드 콘솔은 가정용 및 휴대용 콘솔의 요소를 결합한다.
비디오 게임 콘솔은 비디오 게임 플레이에 중점을 둔 특수 형태의 가정용 컴퓨터로, 일반 대중에게 저렴하고 접근성이 뛰어나도록 설계되었지만, 원시 컴퓨팅 성능과 사용자 정의 기능이 부족하다. 단순성은 부분적으로 게임 카트리지 또는 기타 단순화된 배포 방법을 사용하여 달성되어 게임 실행 노력을 줄인다. 그러나 이는 시장 점유율 경쟁을 유발하는 유비쿼터스 독점 형식으로 이어진다. 최근의 콘솔은 가정용 컴퓨터와의 추가적인 통합을 보여 개발자들이 여러 플랫폼에서 게임을 출시하기 쉽게 만들었다. 또한, 최신 콘솔은 광학 미디어 또는 스트리밍 미디어 서비스에서 영화 및 음악을 재생할 수 있는 기능을 갖춘 미디어 플레이어를 대체할 수 있다.
비디오 게임 콘솔은 일반적으로 세대라고 불리는 5~7년 주기로 판매되며, 유사한 기술적 기능을 갖거나 비슷한 시기에 만들어진 콘솔은 한 세대로 묶인다. 업계는 면도날 모델을 개발했다. 제조업체는 종종 콘솔을 저렴한 가격에, 때로는 손실을 보고 판매하며, 주로 판매되는 각 게임의 라이선스 비용에서 이익을 얻는다. 계획적 구식화는 소비자를 다음 콘솔 세대를 구매하도록 유도한다. 콘솔 시장 역사상 수많은 제조업체가 나타나고 사라졌지만, 항상 두세 명의 지배적인 시장 리더가 있었으며, 현재 시장은 소니 (그들의 플레이스테이션 브랜드), 마이크로소프트 (그들의 엑스박스 브랜드), 그리고 닌텐도 (현재 스위치 2 및 스위치 콘솔을 생산 중)가 이끌고 있다. 이전 콘솔 개발사로는 세가, 아타리, 콜레코, 마텔, NEC, SNK, 마그나복스, 필립스 및 파나소닉 홀딩스가 있다.

## 역사
최초의 비디오 게임 콘솔은 1970년대 초에 생산되었다. 랠프 베어는 1966년에 텔레비전 화면에서 간단한 스팟 기반 게임을 플레이하는 개념을 고안했으며, 이는 나중에 1972년 마그나복스 오디세이의 기반이 되었다. 오디세이의 탁구 게임에서 영감을 받아 Atari, Inc.의 놀런 부슈널, 테드 대브니, 앨런 알콘은 최초의 성공적인 아케이드 게임, 퐁을 개발했으며, 이를 가정용 버전으로 개발하고자 노력하여 1975년에 출시되었다. 초기 콘솔은 하드웨어에 내장된 매우 제한된 수의 게임만 플레이할 수 있었다. 교체 가능한 롬 카트리지를 사용하는 프로그래밍 가능한 콘솔은 1976년 페어차일드 채널 F와 함께 도입되었지만, 1977년 출시된 아타리 2600으로 대중화되었다.
휴대용 콘솔은 휴대용 전자 게임의 기술 발전에서 나타났으며, 이는 기계식에서 전자/디지털 논리로 전환되고 발광 다이오드 (LED) 표시기에서 비디오 화면과 더 유사한 액정 디스플레이 (LCD)로 전환되면서 이루어졌다. 초기 예시로는 1979년 마이크로비전과 1980년 게임 & 워치가 있으며, 이 개념은 1989년 게임보이에 의해 완전히 실현되었다.
가정용 및 휴대용 콘솔 모두 기술의 세계적인 변화에 따라 더욱 발전했다. 이러한 기술 변화에는 더 낮은 비용과 크기로 컴퓨팅 능력을 증가시키기 위한 전자 및 컴퓨터 칩 제조 개선, 실시간 렌더링을 위한 3D 그래픽 및 하드웨어 기반 그래픽 프로세서 도입, 인터넷, 무선 네트워킹 및 블루투스와 같은 디지털 통신, 그리고 더 크고 밀도가 높은 미디어 형식 및 디지털 배포가 포함된다.
동일한 종류의 무어의 법칙 진행에 따라 가정용 콘솔은 세대로 분류된다. 각 세대는 약 5년 동안 지속된다. 각 세대 내의 콘솔은 프로세서 워드 크기와 같은 유사한 사양과 기능을 공유한다. 세대별 콘솔 분류는 보편적으로 받아들여지지 않지만, 각 세대의 대표적인 콘솔 분류는 아래와 같다.

## 폼 팩터

### 가정용 비디오 게임 콘솔
가정용 비디오 게임기는 텔레비전 또는 다른 종류의 모니터에 연결하도록 되어 있으며, 전원은 콘센트를 통해 공급된다. 이로 인해 장치는 일반적으로 집 거실과 같은 고정된 장소에서 사용해야 한다. 유선 또는 무선 연결을 통해 연결된 별도의 게임 컨트롤러는 게임에 입력을 제공하는 데 사용된다. 초기 예시로는 아타리 2600, 패밀리컴퓨터, 메가 드라이브가 있으며, 최신 예시로는 Wii U, 플레이스테이션 5, 엑스박스 시리즈 X가 있다.

### 마이크로콘솔
마이크로콘솔은 일반적으로 저렴한 컴퓨팅 하드웨어로 구동되는 가정용 비디오 게임 콘솔로, 시장의 다른 가정용 콘솔에 비해 가격이 저렴하다. 플레이스테이션 TV와 온라이브 게임 시스템과 같은 몇 가지 예외를 제외하고 대부분의 마이크로콘솔은 안드로이드 기반의 디지털 미디어 플레이어로, 게임패드가 함께 제공되며 게임 장치로 판매된다.

### 휴대용 콘솔 게임기
휴대용 콘솔 게임기는 일반적으로 내장 화면과 게임 컨트롤러가 케이스에 포함되어 있으며, 충전식 배터리 또는 배터리 칸을 포함하는 장치이다. 이로 인해 장치를 들고 다니며 어디에서든 플레이할 수 있으며, 이는 가정용 게임 콘솔과 대조된다. 예시로는 게임보이, 플레이스테이션 포터블, 닌텐도 3DS가 있다.

### 하이브리드 비디오 게임 콘솔
하이브리드 비디오 게임 콘솔은 휴대용 또는 가정용 콘솔로 모두 사용할 수 있는 장치이다. 콘솔 유닛을 텔레비전 화면과 고정 전원에 연결하는 유선 연결 또는 도킹 스테이션이 있으며, 별도의 컨트롤러를 사용할 가능성이 있다. 그러나 휴대용으로도 사용할 수 있다. 세가 노매드 및 플레이스테이션 포터블과 같은 이전 휴대용 기기 또는 Wii U와 같은 가정용 콘솔에도 이러한 기능이 있었지만, 일부는 닌텐도 스위치를 최초의 진정한 하이브리드 콘솔로 간주한다.

## 기능
대부분의 콘솔은 프로그래밍 가능한 콘솔로 간주되며 플레이어가 다른 게임 간에 전환할 수 있는 수단을 갖추고 있다. 전통적으로 이는 물리적인 게임 카트리지 또는 게임 카드를 전환하거나 광학 미디어를 사용하여 이루어졌다. 이제는 디지털 배급을 통해 게임을 다운로드하고 내부 또는 외부 디지털 저장 장치에 저장하는 것이 일반적이다.

### 전용 콘솔

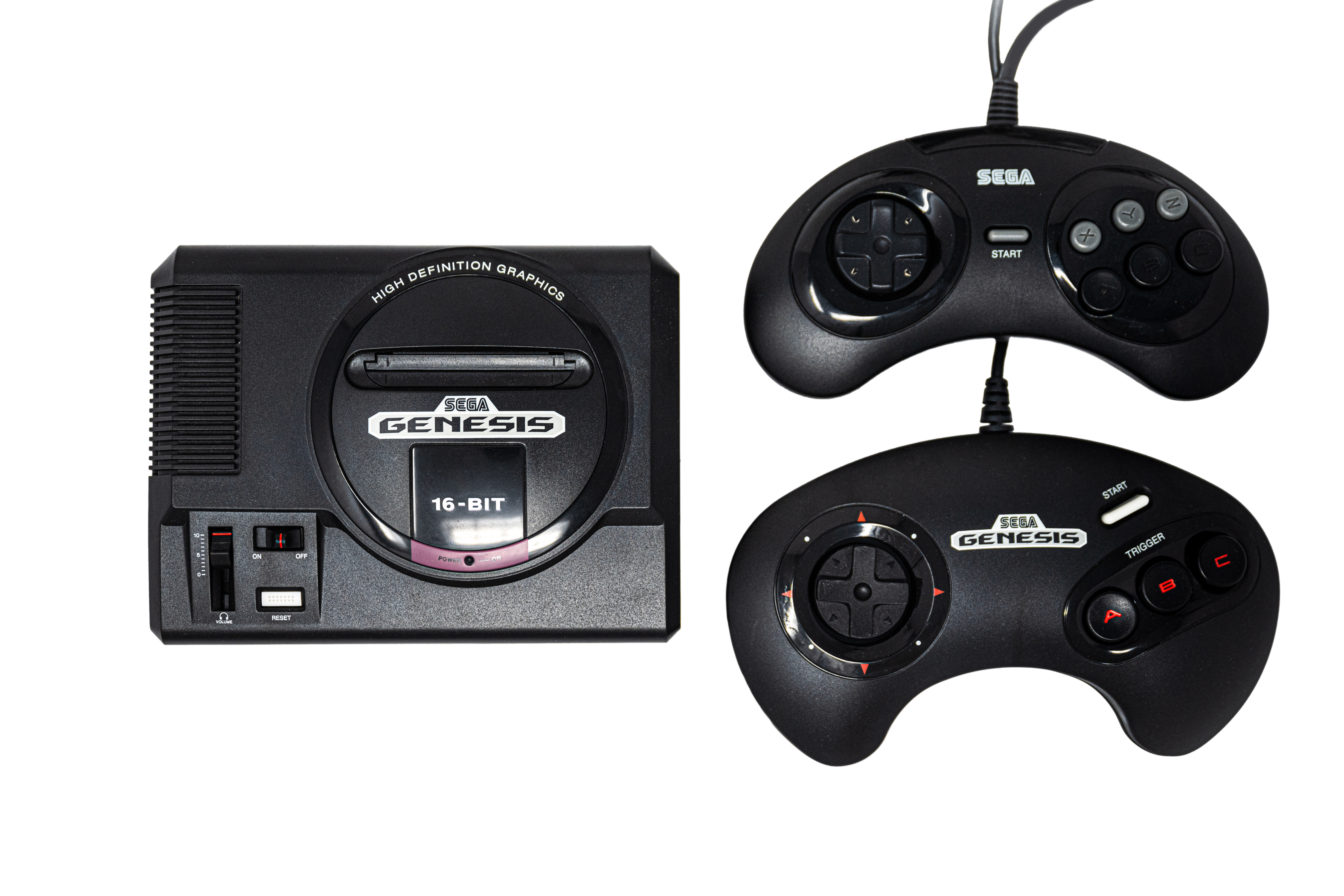
세가 제네시스 (메가 드라이브) 미니 전용 콘솔

일부 콘솔은 전용 콘솔로 간주되며, 콘솔에서 사용할 수 있는 게임은 회로를 통해 프로그래밍되거나 콘솔의 읽기 전용 플래시 메모리에 설정되어 하드웨어에 "구워져" 있다. 따라서 콘솔의 게임 라이브러리는 사용자가 직접 추가하거나 변경할 수 없다. 사용자는 일반적으로 콘솔의 하드웨어 스위치 또는 게임 내 메뉴를 통해 전용 콘솔의 게임 간에 전환할 수 있다. 전용 콘솔은 1세대 가정용 콘솔에서 흔했으며, 마그나복스 오디세이 및 퐁의 가정용 콘솔 버전과 같은 예시가 있다. 최근에는 NES 클래식 에디션 및 메가 드라이브 미니와 같은 레트로 스타일 콘솔에 사용되었다.
전용 콘솔은 1세대에 매우 인기가 있었지만, 롬 카트리지를 사용하는 2세대 콘솔로 점차 대체되었다. 4세대는 광학 미디어와 점차 통합되었다.

### 레트로 스타일 콘솔
비디오 게임 역사의 후반부에, 컴퓨팅 부품을 사용하여 플레이어에게 여러 게임을 제공하는 특수 콘솔이 등장했다. 대부분은 텔레비전에 직접 연결되므로 플러그 앤 플레이 콘솔이라고 불린다. 대부분은 일반 소비자가 컴퓨팅 부품에 접근하는 것이 일반적으로 불가능하기 때문에 전용 콘솔로도 간주되지만, 기술에 정통한 소비자들은 추가 기능을 설치하기 위해 콘솔을 해킹하는 방법을 종종 찾아냈다. 이는 제조업체의 보증을 무효화하는 행위이다. 플러그 앤 플레이 콘솔은 일반적으로 콘솔 본체, 하나 이상의 컨트롤러, 전원 및 비디오 연결에 필요한 구성 요소와 함께 제공된다. 최근의 많은 플러그 앤 플레이 출시작은 특정 콘솔 플랫폼을 위한 여러 레트로 게임을 배포하기 위한 것이었다. 이러한 예시로는 아타리 플래시백 시리즈, NES 클래식 에디션, 메가 드라이브 미니 및 닌텐도 게임 & 워치 컬러 스크린 시리즈와 같은 휴대용 레트로 콘솔이 있다.

## 구성 요소

### 콘솔 장치
초기 콘솔 하드웨어는 맞춤형 인쇄 회로 기판 (PCB)으로 설계되었으며, 알려진 기능을 수행하는 기존 집적 회로 칩 또는 특정 기능을 수행할 수 있는 소거 가능한 프로그래밍 가능한 읽기 전용 메모리 (EPROM) 칩을 선택했다. 영구적인 컴퓨터 메모리는 비쌌기 때문에 전용 콘솔은 일반적으로 게임 상태 저장을 위해 프로세서 레지스터 사용으로 제한되어 이러한 타이틀의 복잡성을 제한했다. 아케이드 및 가정용 형식의 퐁은 플레이어 패들의 현재 입력과 볼의 위치를 저장하는 레지스터를 사용하여 게임의 상태를 업데이트하고 디스플레이 장치로 전송하는 몇 가지 논리 및 계산 칩을 가지고 있었다. 당시의 더 발전된 집적 회로 (IC)로도, 디자이너들은 일반적으로 비디오 게임 개발과 관련된 프로그래밍을 통해서가 아니라 전기 공정을 통해 할 수 있는 것에 제한을 받았다.
콘솔 하드웨어의 개선은 마이크로프로세서 기술 및 반도체 장치 제조의 개선과 함께 이루어졌다. 제조 공정은 칩의 기능 크기를 줄일 수 있었으며 (일반적으로 나노미터 단위로 측정), 더 많은 트랜지스터 및 기타 구성 요소가 칩에 맞도록 허용하고 동시에 회로 속도 및 칩이 실행될 수 있는 잠재적인 클럭 주파수를 증가시켰으며, 열 방출을 줄였다. 칩은 더 큰 다이에 만들어질 수 있었고, 이는 기능 수와 효과적인 처리 능력을 더욱 증가시켰다. 랜덤 액세스 메모리는 칩당 더 높은 트랜지스터 밀도로 인해 더욱 실용적이 되었지만, 정확한 메모리 블록을 주소 지정하기 위해 프로세서는 더 큰 워드 크기를 사용하고 칩 통신에서 더 큰 대역폭을 할당하도록 업데이트되어야 했다. 이러한 모든 개선 사항은 제조 비용을 증가시켰지만, 전체 처리 능력의 증가에 비해 훨씬 낮은 비율로 증가했으며, 이는 무어의 법칙에 관련된 기술 발전과 함께 가정용 컴퓨터와 콘솔을 소비자에게 저렴하게 만드는 데 도움이 되었다.
1980년대부터 1990년대 콘솔의 경우, 이러한 개선 사항은 1980년대 후반부터 1990년대 "비트 전쟁" 동안 마케팅에서 분명히 드러났는데, 이때 콘솔 제조업체는 콘솔 프로세서의 워드 크기를 판매 포인트로 강조했다. 2000년대 이후의 콘솔은 개인용 컴퓨터와 더욱 유사해져 메모리, 저장 기능 및 네트워킹 기능을 내장하여 과거의 한계를 피했다. 개인용 컴퓨터와의 통합은 컴퓨터 및 콘솔 게임 모두를 위한 소프트웨어 개발을 용이하게 하여 개발자들이 두 플랫폼을 모두 목표로 삼을 수 있도록 했다. 그러나 콘솔은 대부분의 하드웨어 구성 요소가 개발자에게 일관된 성능 목표를 보장하기 위해 콘솔 제조업체와 하드웨어 구성 요소 공급업체 간에 사전 선택되고 맞춤화된다는 점에서 컴퓨터와 다르다. 개인용 컴퓨터 메인보드는 소비자가 원하는 하드웨어 구성 요소를 추가할 수 있도록 설계되었지만, 콘솔의 고정된 하드웨어 세트는 콘솔 제조업체가 메인보드 및 하드웨어의 크기와 설계를 최적화할 수 있도록 하며, 종종 핵심 하드웨어 구성 요소를 메인보드 회로 자체에 통합한다. 종종 중앙 처리 장치와 그래픽 처리 장치와 같은 여러 구성 요소가 단일 칩으로 결합될 수 있으며, 이를 시스템 온 칩 (SoC)이라고 부르는데, 이는 크기와 비용을 더욱 줄인다. 또한, 콘솔은 CPU 및 GPU와 같이 높은 게임 성능을 제공하는 구성 요소에 중점을 두는 경향이 있으며, 예상 가격 범위를 유지하기 위한 절충으로 일반적인 개인용 컴퓨터에 비해 메모리 및 저장 공간이 적게 사용된다.
산업 초기에 대부분의 콘솔이 콘솔을 판매하는 회사에서 직접 만들어졌던 것과 비교하여, 오늘날의 많은 콘솔은 일반적으로 CPU 및 GPU 기능을 위한 AMD 및 엔비디아와 같은 구성 요소 공급업체, 그리고 이러한 구성 요소를 최종 콘솔로 조립하는 공장인 전자 제조 서비스를 포함하는 가치 사슬을 통해 구성된다. 완성된 콘솔은 일반적으로 회사 자체에서 테스트, 배포 및 수리된다. 마이크로소프트와 닌텐도 모두 콘솔에 이러한 접근 방식을 사용하며, 소니는 구성 요소 공급업체를 제외하고 모든 생산을 자체적으로 유지한다.
콘솔 하드웨어에서 찾을 수 있는 일반적인 요소 중 일부는 다음과 같다.
메인보드
CPU를 포함한 모든 주요 칩이 장착되는 기본 PCB.
도터보드
메인보드에 연결되는 보조 PCB로, 추가 기능을 위해 사용된다. 여기에는 전체 메인보드를 교체하지 않고도 나중에 쉽게 교체할 수 있는 구성 요소가 포함될 수 있다.
중앙 처리 장치 (CPU)
콘솔에서 대부분의 계산 작업을 수행하는 주 처리 칩.
콘솔의 CPU는 일반적으로 워드 크기 (예: 8비트 또는 64비트)와 클럭 속도 또는 주파수 (헤르츠 단위)로 정의된다. 일부 CPU의 경우, 클럭 속도는 소프트웨어 요구 사항에 따라 가변적일 수 있다. 일반적으로 워드 크기가 크고 클럭 속도가 빠를수록 성능이 좋지만, 다른 요인이 실제 속도에 영향을 미친다.
콘솔 CPU의 또 다른 특징은 명령어 집합이다. 명령어 집합은 칩에서 특정 결과를 얻기 위해 CPU로 전송될 저수준 기계어를 정의한다. 주어진 세대의 콘솔 CPU의 명령어 집합 아키텍처의 차이점은 소프트웨어 이식성에 어려움을 초래할 수 있다. 이는 제조업체가 다른 업체와 경쟁하는 수단 중 하나로 소프트웨어 타이틀을 자사 플랫폼에 독점적으로 유지하는 데 사용되었다. 6세대 이전의 콘솔은 일반적으로 하드웨어 및 소프트웨어 개발자가 가장 익숙한 칩을 사용했지만, X86 아키텍처에 개인용 컴퓨터가 안정화됨에 따라 콘솔 제조업체도 컴퓨터와 콘솔 간에 게임을 쉽게 포팅할 수 있도록 이를 따랐다.
최신 CPU는 다중 처리 코어도 특징으로 할 수 있으며, 이는 사양에서도 식별된다. 멀티 코어 CPU는 현대 게임에서 멀티스레딩 및 병렬 컴퓨팅을 허용하며, 예를 들어 게임의 렌더링 엔진 관리를 위한 스레드, 게임의 물리 엔진을 위한 스레드, 플레이어 입력 평가를 위한 또 다른 스레드가 있다.
그래픽 처리 장치 (GPU)
CPU에서 콘솔의 비디오 출력으로 데이터를 렌더링하는 처리 장치.
초기 콘솔 세대에서는 일반적으로 비트맵 그래픽 및 스프라이트 조작과 같은 간단한 그래픽 처리 루틴으로 제한되었으며, 모두 정수 수학을 포함하여 이러한 루틴을 완료하는 데 필요한 메모리 양을 최소화했다. 예를 들어, 아타리 2600은 비디오 및 오디오를 처리하는 자체 Television Interface Adaptor를 사용했으며, 닌텐도 엔터테인먼트 시스템은 Picture Processing Unit을 사용했다. 콘솔의 경우 이러한 GPU는 신호를 음극선 텔레비전에 적절한 아날로그 형태로 보내도록 설계되었으며, NTSC (일본 및 북미에서 사용) 또는 PAL (주로 유럽에서 사용)을 사용했다. 이 두 형식은 재생률이 달랐는데, 60대 50 헤르츠였으며, PAL 시장용으로 제조된 콘솔 및 게임은 더 낮은 주파수에서 CPU 및 GPU를 사용했다.
1990년대 초에 실시간 폴리곤 3D 그래픽 렌더링이 도입되면서(콘솔뿐만 아니라 아케이드 및 개인용 컴퓨터 게임에서도 혁신적인 발전), 실시간 3D 렌더링에 필요한 부동소수점 계산을 수행할 수 있는 GPU가 개발되었다. CPU와 대조적으로, AMD와 엔비디아가 주로 제작하는 콘솔 및 컴퓨터용 최신 GPU는 단일 칩 내에 수많은 컴퓨팅 유닛/스트리밍 멀티프로세서(각각 공급업체에 따라 다름)를 갖춘 고도로 병렬 컴퓨팅 장치이다. 각 컴퓨팅 유닛/마이크로프로세서에는 스케줄러, 여러 서브프로세싱 유닛, 메모리 캐시 및 버퍼, 그리고 역시 고도로 병렬적인 특성을 가질 수 있는 디스패칭 및 컬렉팅 유닛이 포함되어 있다. 최신 콘솔 GPU는 CPU와 다른 주파수에서 실행될 수 있으며, 심지어 가변 주파수에서도 실행되어 더 높은 에너지 소모를 대가로 처리 능력을 증가시킬 수 있다. 콘솔 GPU의 성능은 초당 부동 소수점 연산 (FLOPS)으로, 더 일반적으로는 테라플롭스 (TFLOPS = 1012 FLOPS)로 추정할 수 있다. 그러나 특히 콘솔의 경우, CPU, 메모리 대역폭, 콘솔 아키텍처와 같은 다른 여러 요인이 GPU의 실제 성능에 영향을 미칠 수 있으므로 이는 대략적인 수치로 간주된다.
코프로세서
콘솔의 다른 전용 기능을 처리하는 데 사용되는 추가 프로세서. 많은 초기 콘솔에는 예를 들어 오디오 코프로세서가 포함되어 있었다.
노스브리지
CPU와 GPU 외에 컴퓨터에서 가장 빠른 처리 요소를 일반적으로 관리하는 프로세서 유닛. 일반적으로 CPU, GPU, 온보드 RAM 간의 데이터 통신을 포함하며, 이어서 사우스브리지와 정보를 주고받는다.
사우스브리지
노스브리지의 반대편으로, 사우스브리지는 콘솔의 느린 처리 구성 요소, 일반적으로 입출력 (I/O) 구성 요소와 일부 내부 저장 장치 및 컨트롤러와 같은 기타 연결된 장치를 처리하는 프로세서 유닛이다.
BIOS
콘솔의 BIOS (기본 입출력 시스템)는 콘솔이 처음 켜졌을 때 작업을 지시하는 데 사용하는 펌웨어 칩에 내장된 기본 명령어 집합이다. 온보드 저장 장치가 도입되기 전의 구형 콘솔에서는 BIOS가 사실상 콘솔의 운영 체제 역할을 했지만, 최신 콘솔에서는 BIOS가 내부 메모리에서 콘솔의 운영 체제를 로드하는 데 사용된다.
RAM
빠른 읽기 및 쓰기를 위해 설계된 메모리 저장 장치로, 종종 콘솔에서 느린 게임 미디어에서 읽는 것을 피하기 위해 게임에 대한 많은 양의 데이터를 저장하는 데 사용된다. RAM 메모리는 일반적으로 콘솔이 꺼지면 유지되지 않는다. 사용 가능한 RAM의 양 외에도 콘솔 성능의 주요 측정 기준은 RAM의 대역폭, 즉 RAM을 초당 바이트 단위로 얼마나 빠르게 쓰고 읽을 수 있는지이다. 이는 이러한 칩 자체에 많은 메모리 캐시가 필요하지 않고 필요에 따라 CPU와 GPU로 빠르게 전송되어야 하는 데이터이다.
내부 저장 장치
최신 콘솔에는 플래시 메모리, 하드 디스크 드라이브 (HDD), 솔리드 스테이트 드라이브 (SSD)와 같은 내부 저장 장치가 포함되어 데이터를 영구적으로 저장할 수 있다. 내부 저장 장치의 초기 적용은 게임 상태 저장을 위한 것이었으며, 최근에는 콘솔의 운영 체제, 게임 패치 및 업데이트, 인터넷을 통해 다운로드된 게임, 해당 게임의 추가 콘텐츠, 구매한 영화 및 음악과 같은 추가 미디어를 저장하는 데 사용될 수 있다. 대부분의 콘솔은 시스템의 저작권을 존중하면서 이 저장 장치의 데이터를 관리하는 수단을 제공한다. 플레이스테이션 5 및 엑스박스 시리즈 X와 같은 최신 콘솔은 저장뿐만 아니라 콘솔의 RAM을 보완하기 위해 고속 SSD를 사용하며, I/O 속도와 시스템 소프트웨어에 내장된 압축 해제 루틴의 조합으로 온보드 RAM에 가까운 전체 읽기 속도를 제공한다.
전원 공급 장치
벽면 콘센트의 AC 전원을 콘솔 전자 장치에 필요한 DC 전원으로 변환하는 것 외에도 전원 공급 장치는 전력 서지 발생 시 전력을 조절하는 데도 도움이 된다. 일부 콘솔 전원 공급 장치는 장치에 내장되어 있어 소비자가 장치를 벽면 콘센트에 직접 연결하지만, 더 흔하게는 콘솔에 장치 외부에서 전력을 변환하는 AC 어댑터인 "파워 브릭"이라고 불리는 것이 함께 제공된다. 휴대용 장치에서는 전원 공급 장치가 배터리 칸에서 제공되거나, 선택적으로 AC 어댑터의 직접 전원 연결 또는 장치에 내장된 충전식 배터리 팩에서 제공된다.
냉각 시스템
더 고급 컴퓨팅 시스템은 열을 발생시키므로 하드웨어를 안전한 작동 온도로 유지하기 위해 능동 냉각 시스템이 필요하다. 많은 최신 콘솔은 냉각 팬, 공학적으로 설계된 냉각 핀, 내부 레이아웃, 케이스에 전략적으로 배치된 통풍구와 함께 설계되어 내부 구성 요소를 시원하게 유지하기 위한 우수한 대류열 전달을 보장한다.
미디어 리더
게임 카트리지 도입 이후 거의 모든 콘솔에는 게임 미디어를 위한 카트리지 포트/리더 또는 광학 드라이브가 있다. 후기 콘솔 세대에서는 일부 콘솔 개정판이 콘솔 비용을 줄이고 소비자가 게임 획득을 위해 디지털 배급에 의존할 수 있도록 미디어 리더가 없는 옵션을 제공하기도 했다. 예를 들어 엑스박스 원 S 올 디지털 에디션이나 플레이스테이션 5 디지털 에디션이 그러하다.
케이스
모든 콘솔은 전자 장치를 손상으로부터 보호하고 냉각을 위한 공기 흐름을 제한하기 위해 케이스로 둘러싸여 있다.
입출력 포트
전원, 컨트롤러, 텔레비전 또는 비디오 모니터, 외부 저장 장치, 인터넷 연결 및 기타 기능을 연결하기 위한 포트는 콘솔의 전략적인 위치에 배치된다. 컨트롤러 연결은 일반적으로 콘솔 전면에 제공되며, 전원 및 대부분의 다른 연결은 일반적으로 케이블이 방해되지 않도록 후면에 있다.

### 컨트롤러
모든 게임 콘솔은 플레이어가 특정 방향으로 플레이어 캐릭터를 이동시키고 점프하거나 게임 세계와 상호 작용하는 것과 같은 다른 게임 내 동작을 수행하기 위한 다양한 버튼을 제공하는 게임 컨트롤러를 통해 플레이어 입력을 필요로 한다. 컨트롤러는 수년 동안 더 많은 기능을 갖게 되었지만, 개인용 컴퓨터나 모바일 게임에 비해 여전히 게임에 대한 제어력이 떨어진다. 게임에서 사용할 수 있는 컨트롤러 유형은 콘솔 게임의 플레이 방식이나 플레이 가능한 게임의 스타일을 근본적으로 바꿀 수 있다. 그러나 이는 콘솔에서 사용 가능한 제한된 제어를 수용하는 게임을 만들기 위한 게임 디자인의 변화를 가져오기도 했다.
컨트롤러는 콘솔 역사상 다양한 스타일로 발전했다. 일반적인 유형은 다음과 같다.
패들
단일 노브 또는 다이얼과 일반적으로 하나 또는 두 개의 버튼이 있는 장치. 노브를 돌리면 일반적으로 화면 개체를 한 축을 따라 이동할 수 있으며 (예: 탁구 게임의 패들), 버튼에는 추가 기능이 있을 수 있다.
조이스틱
여러 방향으로 자유롭게 회전할 수 있는 긴 손잡이와 하나 이상의 버튼이 있는 장치. 이 장치는 조이스틱이 밀리는 방향을 감지하여 게임 내에서 두 방향으로 동시에 이동할 수 있도록 한다.
게임패드
다양한 버튼, 트리거 및 방향 제어 –  십자 패드 또는 아날로그 스틱 또는 둘 다를 포함하는 장치. 이들은 콘솔 하드웨어의 3세대 이후 가장 일반적인 컨트롤러 유형이 되었으며, 인체 공학적 기능을 유지하면서 더 넓은 범위의 버튼과 방향 제어를 플레이어에게 제공하기 위해 디자인이 더욱 세밀해졌다.
모션 컨트롤 지원, 휴대용 기기 및 일부 콘솔의 터치스크린 지원, 그리고 경주 게임을 위한 레이싱 휠, 슈팅 게임을 위한 라이트 건, 리듬 게임을 위한 악기 컨트롤러와 같은 특정 유형의 게임을 위한 특수 컨트롤러를 포함하여 수많은 다른 컨트롤러 유형이 존재한다. 일부 최신 콘솔에는 마우스 및 키보드 장치에 대한 선택적 지원도 포함된다. 1988년 세가 제네시스 (일명 메가 드라이브)와 1993년 3DO 인터랙티브 멀티플레이어와 같은 일부 구형 콘솔은 특수 제작된 마우스를 포함한 선택적 마우스를 지원했지만, 3DO 마우스는 해당 콘솔과 마찬가지로 실패했으며, 세가용 마우스는 게임 지원이 매우 제한적이었다. 세가는 또한 무선 적외선 라이트 건인 Menacer를 지원했으며, 이러한 장치는 한때 게임에서 인기가 있었다. 또한 야구 방망이 모양의 컨트롤러인 BatterUP도 지원했다.
컨트롤러는 유선 연결을 통해 콘솔 자체에 연결될 수 있으며, 일부 특이한 경우(예: 패미컴)에는 콘솔에 유선으로 연결되거나 무선 연결을 사용할 수 있다. 컨트롤러는 전원이 필요하며, 유선 연결을 통해 콘솔에서 제공되거나, 무선 연결의 경우 배터리 또는 충전식 배터리 팩에서 제공된다. 컨트롤러는 일반적으로 휴대용 장치에 내장되어 있지만, 일부 최신 장치는 별도의 무선 컨트롤러를 사용할 수도 있다.

### 게임 미디어
초기 게임 콘솔은 게임이 콘솔 하드웨어에 프로그래밍된 전용 게임 시스템이었지만, 페어차일드 채널 F는 콘솔의 내부 회로와 분리된 형태로 게임을 저장할 수 있는 기능을 도입하여 소비자가 시스템에서 플레이할 새로운 게임을 구매할 수 있도록 했다. 채널 F 이후 거의 모든 게임 콘솔은 기술 발전에 따라 형태는 변경되었지만, 어떤 형태로든 게임을 구매하고 교환할 수 있는 기능을 갖추고 있다.
롬 카트리지 또는 게임 카트리지
읽기 전용 메모리 (ROM) 카트리지는 페어차일드 채널 F와 함께 도입되었다. ROM 카트리지는 플라스틱 케이스 안에 인쇄 회로 기판 (PCB)이 들어있고, 장치가 콘솔과 인터페이스할 수 있도록 커넥터가 있다. 회로 기판에는 최소한 소프트웨어가 기록된 읽기 전용 메모리를 포함하여 다양한 구성 요소가 포함될 수 있다. 이후의 카트리지는 콘솔 성능을 향상시키기 위해 닌텐도의 SuperFX 칩과 같은 코프로세서와 같은 추가 구성 요소를 회로 기판에 도입할 수 있었다. 터보그래픽스-16과 같은 일부 콘솔은 스마트카드와 유사한 기술을 사용하여 카트리지를 신용 카드 크기 시스템으로 평탄화하여 생산 비용을 줄이는 데 도움이 되었지만, 회로에 포함될 수 있는 추가 기능을 제한했다. PCB 기반 카트리지는 5세대 콘솔 기간 동안 광학 미디어의 도입과 함께 사라졌다. 최근에는 ROM 카트리지가 고밀도, 저비용 플래시 메모리를 기반으로 하여 게임의 대량 생산을 용이하게 한다. 소니는 플레이스테이션 비타에 이러한 접근 방식을 사용했으며, 닌텐도는 3DS 및 스위치 제품에 ROM 카트리지를 계속 사용한다.
광학 미디어
CD-ROM, DVD, 블루레이와 같은 광학 미디어는 5세대에서 소매 유통의 주요 형식이 되었다. CD-ROM 형식은 4세대 중간인 1990년대에 인기를 얻었으며, 게임 미디어로서 CD-ROM은 생산 비용이 저렴하고 빠르며, 훨씬 더 많은 저장 공간을 제공하고 풀 모션 비디오의 잠재력을 허용했다. 여러 콘솔 제조업체는 4세대 콘솔에 CD-ROM 추가 기능을 제공하려고 시도했지만, 이들은 콘솔 자체만큼이나 비쌌고 잘 팔리지 않았다. 대신 CD-ROM 형식은 5세대 콘솔에 통합되었으며, DVD 형식은 7세대 대부분에, 블루레이는 8세대에 존재했다. 콘솔 제조업체는 또한 게임큐브에 사용된 닌텐도 광학 디스크 및 플레이스테이션 포터블의 유니버설 미디어 디스크와 같은 복사 방지를 위한 독점 디스크 형식을 사용하기도 했다.
디지털 배급
7세대 콘솔 이후, 대부분의 콘솔은 인터넷에 통합된 연결 기능과 콘솔용 내부 및 외부 저장 공간을 포함하여 플레이어가 게임 미디어 없이 새로운 게임을 얻을 수 있도록 한다. 닌텐도, 소니, 마이크로소프트 세 곳 모두 소비자가 새로운 게임을 구매하여 콘솔에 다운로드할 수 있는 통합 상점을 제공하며, 다른 콘솔 간에 소비자의 구매를 유지하고 때로는 할인 및 인센티브를 제공한다.
클라우드 게임
8세대 콘솔 기간 동안 인터넷 접속 속도가 향상됨에 따라 클라우드 게임은 미디어 형식으로 더욱 주목을 받았다. 게임을 다운로드하는 대신, 소비자는 클라우드 게임 서비스에서 직접 게임을 플레이하며, 로컬 콘솔에서 수행된 입력은 인터넷을 통해 서버로 전송되고 렌더링된 그래픽과 오디오가 다시 전송된다. 네트워크 지연은 현재 클라우드 게임의 핵심적인 한계로 남아 있다.
테이프 드라이브 및 플로피 디스크와 같은 자기 저장 장치는 1980년대와 1990년대 초기 개인용 컴퓨터의 소프트웨어 배포에 인기가 있었지만, 이 형식은 콘솔 시스템에서 많이 사용되지 않았다. 밸리 아스트로케이드 및 APF-M1000와 같은 테이프 드라이브를 사용하는 시도와 닌텐도 패미컴의 디스크 시스템, 그리고 닌텐도 64용 Nintendo 64DD와 같은 시도가 있었지만, 자기 매체는 게임 카트리지보다 더 취약하고 불안정했기 때문에 응용 분야가 제한적이었다.

### 외부 저장 장치

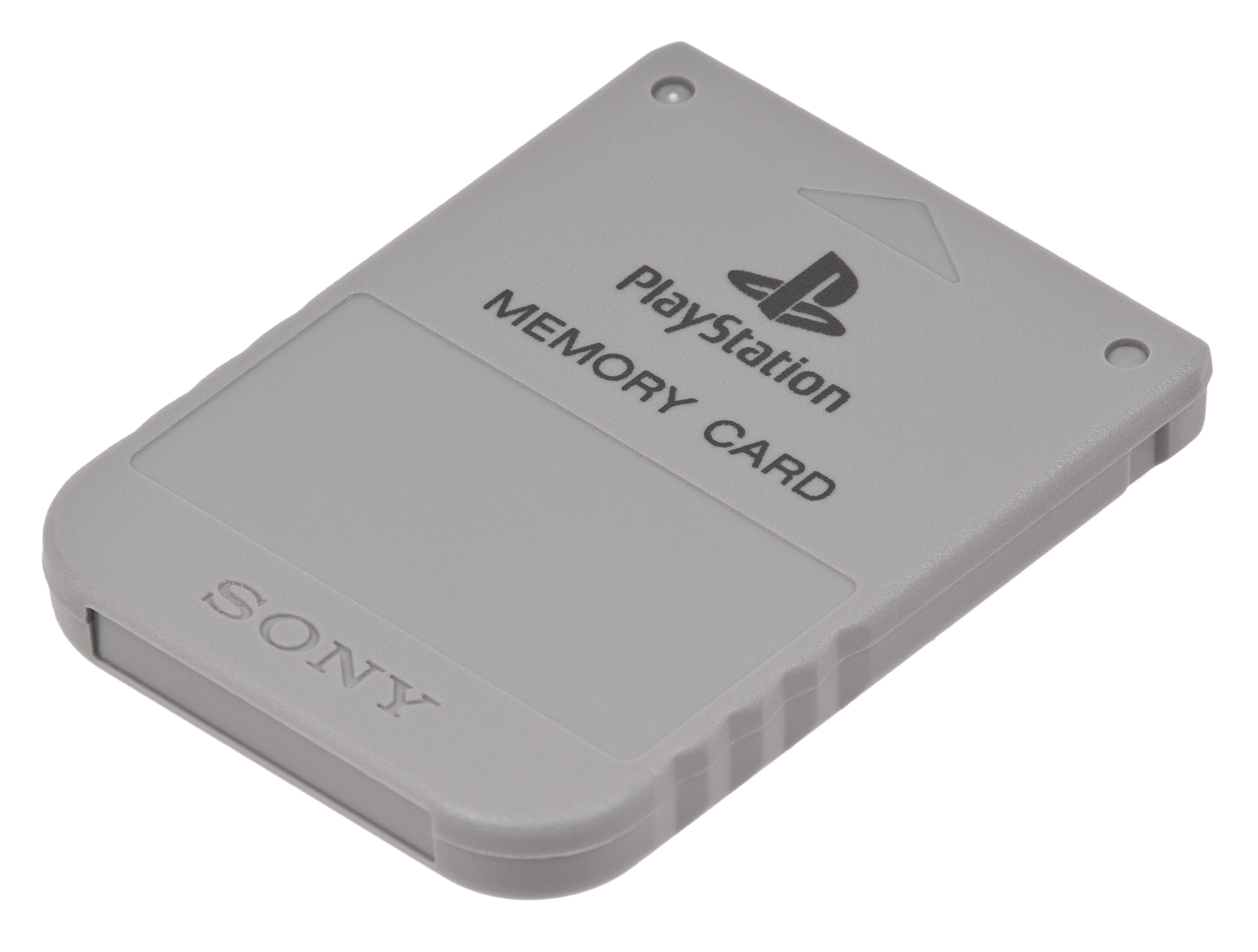
플레이스테이션 메모리 카드

내장 내부 저장 장치 외에도 최신 콘솔은 종종 소비자에게 게임 데이터, 다운로드된 게임 또는 콘솔의 기타 미디어 파일을 저장하기 위해 외부 저장 매체를 사용할 수 있는 기능을 제공한다. 외부 저장 장치의 초기 버전은 네오지오에서 처음 사용되었지만 플레이스테이션에서 대중화된 플래시 기반 메모리 카드를 사용하여 구현되었다. 닌텐도는 현재 SD 카드 형식을 표준화하여 3DS 및 스위치의 저장 기능을 확장하는 이러한 접근 방식을 계속 지원한다. 콘솔이 USB 포트 사용을 통합하기 시작하면서 엑스박스 360과 같이 USB 외부 하드 드라이브 지원도 추가되었다.

### 온라인 서비스
인터넷을 사용할 수 있는 콘솔과 함께 콘솔 제조업체는 콘솔의 기본 기능 외에 부가 가치 서비스를 제공하는 무료 및 유료 구독 서비스를 제공한다. 무료 서비스는 일반적으로 사용자 식별 서비스와 디지털 상점 접근을 제공하는 반면, 유료 서비스는 플레이어가 온라인 게임을 플레이하고, 소셜 네트워킹을 통해 다른 사용자와 상호 작용하고, 지원되는 게임에 대한 클라우드 저장 기능을 사용하며, 회전식으로 무료 타이틀에 접근할 수 있도록 한다. 이러한 서비스의 예로는 엑스박스 네트워크, 플레이스테이션 네트워크, 닌텐도 스위치 온라인이 있다.

### 콘솔 추가 기능
특정 콘솔에는 기존 콘솔에 부착하여 기능을 확장하도록 설계된 다양한 추가 기능이나 액세서리가 있었다. 가장 좋은 예시는 터보그래픽스 CD, 아타리 재규어 CD, 세가 CD와 같은 4세대 콘솔용 다양한 CD-ROM 추가 기능이었다. 다른 추가 기능의 예시로는 노후화된 콘솔 소유자가 최신 게임을 플레이할 수 있도록 의도되었지만 여러 기술적 결함이 있는 세가 제네시스용 32X와 게임보이 게임을 플레이할 수 있도록 게임큐브용 게임보이 플레이어가 있다.

### 액세서리
소비자는 위 범주 외에도 다양한 콘솔 액세서리를 구매할 수 있다. 여기에는 다음이 포함될 수 있다.
비디오 카메라
이것들은 웹캠처럼 인터넷 연결 콘솔과 함께 다른 친구들과 통신하는 데 사용될 수 있지만, 콘솔의 비디오 카메라 응용 프로그램은 증강 현실/혼합 현실 및 모션 센서 게임에서 더 일반적으로 사용된다. 플레이스테이션 콘솔용 아이토이와 엑스박스 콘솔용 키넥트와 같은 장치는 해당 시스템에서 이러한 장치를 지원하는 다양한 게임의 핵심이었다.
표준 헤드셋
헤드셋은 헤드폰과 마이크를 결합하여 같은 방에 있는 다른 사람들을 방해하지 않고 다른 플레이어와 채팅할 수 있도록 한다.
가상 현실 헤드셋
일부 가상 현실 (VR) 헤드셋은 콘솔과 독립적으로 작동하거나 개인용 컴퓨터를 주 처리 시스템으로 사용할 수 있다. 2020년 현재 콘솔에서 직접 VR을 지원하는 유일한 장치는 플레이스테이션 VR이지만, 다른 제조업체들도 다른 콘솔에서의 VR 지원을 계획하고 있다.
도킹 스테이션
휴대용 시스템뿐만 아니라 닌텐도 스위치와 같은 하이브리드 시스템의 경우, 도킹 스테이션은 휴대용 기기를 삽입하여 배터리를 재충전하고, 지원되는 경우 휴대용 기기를 텔레비전 화면에 연결하는 것을 용이하게 한다.

## 게임 개발
콘솔 게임의 핵심 개발 프로세스는 다른 게임과 매우 유사하며, 주로 인구 통계학적 특성 및 기술적 백엔드에 따라 높은 수준의 개념에서만 다르다. 콘솔 개발자는 일반적으로 게임 개발자가 소비자 모델보다 더 쉽게 게임을 테스트하는 데 사용할 수 있는 개발 키트를 제공한다.
초기 콘솔 게임은 일반적으로 한 사람이 만들었으며, 당시 게임의 단순성으로 인해 짧은 시간에 변경할 수 있었다. 기술이 발전함에 따라 콘솔 게임의 개발 시간, 복잡성 및 비용이 기하급수적으로 증가했으며, 8세대 게임의 팀 규모는 수백 명에 달할 수 있다. 마찬가지로, 비디오 게임 개발에 사용되는 프로그래밍 언어는 시간이 지남에 따라 변했으며, 초기 게임은 주로 어셈블리어로 개발되었다. 시간이 지남에 따라 개발자들은 콘솔에서 사용 가능한 언어를 기반으로 더 많은 선택을 할 수 있었지만, 일부 언어가 다른 언어보다 더 인기를 얻었다.
PC 및 모바일 게임과 비교할 때, 콘솔 게임 개발자는 게임이 개발되는 하드웨어의 한계를 고려해야 한다. 개발 단계와 출시 사이에 큰 변화가 있을 가능성이 적기 때문이다. PC 및 모바일 기술은 빠르게 발전하며, 다양한 하드웨어 및 소프트웨어 구성이 존재한다. 이는 콘솔 수명 주기의 시작 단계에서 유리한데, 기술이 최첨단이기 때문이다. 그러나 콘솔이 노후화됨에 따라 개발자는 다음 세대 콘솔이 출시될 때까지 노후화된 하드웨어로 작업해야 한다. 초기 콘솔 게임은 개발된 콘솔의 고정된 한계를 활용하도록 개발될 수 있었으며, 예를 들어 메가드라이브의 빠른 스크롤링 기능은 소닉 더 헤지혹의 디자인 결정에 영향을 미쳤다.

### 콘솔 개발 키트
콘솔 또는 게임 개발 키트는 일반적으로 콘솔과 동일한 구성 요소와 디버깅을 위해 컴퓨터 또는 기타 모니터링 장치에 연결할 수 있는 추가 칩 및 구성 요소를 포함하는 특수 하드웨어 장치이다. 콘솔 제조업체는 콘솔 출시 예정일 몇 달 전에 등록된 개발자에게 콘솔 개발 키트를 제공하여 개발자가 새로운 시스템을 위한 게임을 준비할 시간을 준다. 이러한 초기 키트는 일반적으로 콘솔 디자인의 영업 비밀을 보호하기 위한 특별 기밀 조항에 따라 제공되며, 이러한 기밀을 유지하는 일환으로 개발자에게 높은 비용으로 판매된다. 개인용 컴퓨터와 공통된 기능을 공유하는 최신 콘솔은 더 이상 특수 개발 키트를 사용하지 않을 수 있지만, 개발자는 여전히 제조업체로부터 소프트웨어 개발 키트에 등록하고 액세스 권한을 구매해야 한다. 예를 들어, 모든 소비자 엑스박스 원은 마이크로소프트에 개발 의도를 등록하고 수수료를 지불한 후 게임 개발에 사용될 수 있다.

### 라이선싱
닌텐도 패미컴 / 패밀리컴퓨터 출시 이후, 대부분의 비디오 게임 콘솔 제조업체는 게임 개발을 제한하는 엄격한 라이선스 제도를 채택하고 있다. 개발자와 배급사는 일반적으로 판매된 단위당 로열티를 기준으로 제조업체에 수수료를 지불해야 한다. 비용은 제조업체마다 다르지만, 2012년에는 단위당 약 US$3−10로 추정되었다. 브랜드 권리와 같은 추가 수수료를 포함하면, 이는 일반적으로 판매된 모든 게임에 대해 콘솔 제조업체에 지불되는 30%의 업계 전반적인 로열티 비율로 나타났다. 이는 시스템 개발을 위한 개발 키트 획득 비용과는 별개이다.
라이선스 비용은 몇 가지 다른 방법으로 징수될 수 있다. 닌텐도의 경우, 회사는 일반적으로 자사의 록아웃 칩과 시스템용 광학 미디어를 사용하여 게임 카트리지 생산을 통제했으며, 따라서 각 복제본에 대해 개발자 또는 배급사에게 선불 수수료를 부과한다. 이는 또한 닌텐도가 출시 전에 게임 콘텐츠를 검토하고 자사 시스템에 포함하기에 적합하지 않다고 판단되는 게임을 거부할 수 있도록 한다. 이로 인해 NES용 비라이선스 게임이 700개가 넘게 출시되었으며, Tengen이라는 자회사에서 아타리가 록아웃 칩을 우회하여 닌텐도에 로열티를 지불하지 않고 판매하는 등 다른 닌텐도 카트리지 기반 시스템에서도 수많은 비라이선스 게임이 존재했다. 이러한 라이선스 접근 방식은 록아웃 칩 기술을 사용하는 대부분의 다른 카트리지 기반 콘솔 제조업체에서도 유사하게 사용되었다.
콘솔 제조업체가 미디어 생산을 직접 통제하지 못하는 광학 미디어의 경우, 개발자 또는 배급사는 일반적으로 미디어에 대한 콘솔의 독점 저장 형식에 접근하고 게임 포장용 콘솔 및 제조업체의 로고와 브랜드를 사용하기 위한 라이선스 계약을 체결해야 하며, 이는 판매 로열티를 통해 상환된다. 이제 콘솔 제조업체가 게임을 위한 디지털 상점을 운영하는 디지털 배급으로 전환되면서, 라이선스 수수료는 상점에서 게임 배급 등록에 적용되며(콘솔의 브랜딩 및 로고에 대한 접근 권한을 다시 얻게 됨), 제조업체는 각 판매액의 일부를 로열티로 가져간다. 두 경우 모두, 이는 여전히 콘솔 제조업체가 시스템에 부적합하다고 판단되는 게임을 검토하고 거부하며 라이선스 권한을 거부할 수 있는 능력을 부여한다.
인디 게임 개발의 부상과 함께, 주요 콘솔 제조업체는 모두 이러한 소규모 개발자들이 훨씬 낮은 비용과 낮은 로열티 요율로 콘솔에 게시할 수 있는 진입 수준 경로를 개발했다. 마이크로소프트의 ID@Xbox와 같은 프로그램은 팀의 소규모 개발 규모와 요구 사항을 확인한 후 개발자에게 필요한 대부분의 도구를 무료로 제공한다.
유사한 라이선스 개념이 타사 액세서리 제조업체에도 적용된다.

## 에뮬레이션 및 하위 호환성
콘솔은 대부분의 가전제품과 마찬가지로 수명이 제한적이다. 이전 콘솔의 게임과 아케이드 및 개인용 컴퓨터의 게임이 여전히 흥미로워, 보관 및 역사적 목적을 위해 오래된 콘솔 하드웨어를 보존하는 데 큰 관심이 있다. 컴퓨터 프로그래머와 해커는 이전 콘솔의 하드웨어를 시뮬레이션하여 해당 콘솔의 게임을 실행할 수 있는 에뮬레이터를 개발했다. 콘솔 하드웨어의 소프트웨어 에뮬레이터 개발은 합법적인 것으로 확립되었지만, 콘솔의 펌웨어 및 게임의 롬 이미지 복사본을 획득하는 것을 포함하여 저작권과 관련된 미해결 법적 문제가 있으며, 미국의 디지털 밀레니엄 저작권법과 같은 법률은 특정 보관 목적을 제외하고는 이를 불법으로 규정한다. 에뮬레이션 자체는 합법적이지만, 닌텐도는 자사 시스템을 에뮬레이션하려는 시도에 대해 매우 보호적인 태도를 취하고 있으며, 그러한 프로젝트를 중단시키기 위해 초기부터 법적 조치를 취했다.
오래된 게임과 콘솔 전환을 지원하기 위해 제조업체는 동일한 제품군의 콘솔에 하위 호환성을 지원하기 시작했다. 소니는 플레이스테이션 2로 가정용 콘솔에서 처음으로 이를 시도했으며, 이는 오리지널 플레이스테이션 콘텐츠를 플레이할 수 있게 했고, 이후 많은 후속 콘솔에서 인기 있는 기능이 되었다. 하위 호환 기능은 엑스박스 콘솔 제품군 내에서처럼 최신 콘솔에서 이전 콘솔 게임을 직접 지원하는 것, 닌텐도의 버추얼 콘솔과 같이 에뮬레이션된 게임을 배포하는 것, 또는 플레이스테이션 나우 서비스와 같이 이러한 오래된 게임에 대해 클라우드 게임 서비스를 사용하는 것을 포함한다.

## 시장

### 유통

1977년부터 2024년까지 가장 많이 팔린 게임 콘솔 시각화.

콘솔은 다양한 구성으로 출시될 수 있지만, 일반적으로 콘솔, 컨트롤러 하나, 때로는 팩인 게임이 포함된 하나의 기본 구성을 포함한다. 제조업체는 추가 컨트롤러 및 액세서리 또는 다른 팩인 게임이 포함된 대체 SKU 옵션을 제공할 수 있다. 특별 콘솔 에디션은 특정 비디오 게임 또는 시리즈 전용 아트가 있는 독특한 케이스 또는 페이스플레이트를 특징으로 하며, 팬들에게 특별한 인센티브로 해당 게임과 함께 번들로 제공된다. 팩인 게임은 일반적으로 콘솔의 주요 마스코트 캐릭터를 특징으로 하는 퍼스트 파티 게임이다.
최근의 콘솔 세대에서는 출시 시점 또는 중간 세대 리프레시로 동일한 기본 콘솔 시스템의 여러 버전이 제공되었다. 일부 경우에서는 단순히 하드웨어의 일부 부품을 더 저렴하거나 효율적인 부품으로 교체하거나, 생산을 위한 콘솔 디자인을 간소화한다. 플레이스테이션 3는 CPU 및 GPU의 공정 노드 크기의 상당한 감소와 같은 기술 개선으로 인해 수명 동안 여러 번의 하드웨어 리프레시를 거쳤다. 이러한 경우, 하드웨어 개정 모델은 포장에 표시되어 소비자가 어떤 버전을 구매하는지 확인할 수 있도록 한다.
다른 경우, 하드웨어 변경으로 인해 동일한 콘솔 제품군 내에 여러 라인이 생성된다. 모든 개정판의 기본 콘솔 유닛은 기본적인 하드웨어를 공유하지만, 내부 저장 공간 및 RAM 크기와 같은 옵션은 다를 수 있다. 더 많은 저장 공간과 RAM을 가진 시스템은 더 높은 성능 변형으로 더 높은 비용으로 판매되는 반면, 원래 유닛은 예산 옵션으로 유지된다. 예를 들어, 엑스박스 원 제품군 내에서 마이크로소프트는 중간 세대 엑스박스 원 X를 고성능 콘솔로 출시했으며, 엑스박스 원 S를 저비용 기본 콘솔로, 그리고 사용자가 모든 게임을 디지털 방식으로 다운로드할 수 있다는 전제 하에 광학 드라이브를 제거한 특수 엑스박스 원 S 올 디지털 에디션 개정판을 엑스박스 원 S보다 더 저렴한 비용으로 제공했다. 이러한 경우, 개발자는 종종 게임 소매 버전의 패치를 통해 고성능 콘솔에서 게임이 더 잘 작동하도록 최적화할 수 있다. 닌텐도 3DS의 경우, 뉴 닌텐도 3DS는 업그레이드된 메모리와 프로세서를 특징으로 했으며, 업그레이드된 유닛에서만 실행되고 이전 기본 유닛에서는 실행할 수 없는 새로운 게임이 출시되었다. 또한 하드웨어 구성 요소가 크게 줄어들어 소비자에게 콘솔을 판매할 수 있는 가격이 크게 낮아졌지만, Wii와 비교하여 온라인 구성 요소가 없는 Wii Mini와 같이 특정 기능을 콘솔에서 제외하거나, 텔레비전에 연결하는 데 필요한 RF 하드웨어가 번들로 제공되지 않는 New-Style NES와 같이 소비자가 이미 가지고 있지 않은 경우 추가 액세서리 및 배선 구매를 요구하는 "슬림형" 콘솔 옵션도 있었다.

### 가격
| 콘솔 출시 가격 (미국 달러 기준) 및 총 판매량   | 콘솔 출시 가격 (미국 달러 기준) 및 총 판매량 | 콘솔 출시 가격 (미국 달러 기준) 및 총 판매량 | 콘솔 출시 가격 (미국 달러 기준) 및 총 판매량 | 콘솔 출시 가격 (미국 달러 기준) 및 총 판매량 |
| 콘솔                                           | 출시 연도 (미국)                             | 출시 가격 (미국)                             | 출시 가격 (미국)                             | 전 세계 판매량 (단위)                        |
| 콘솔                                           | 출시 연도 (미국)                             | 원래 가격                                    | 2020년 물가 상승률                           | 전 세계 판매량 (단위)                        |
| 1세대                                          | 1세대                                        | 1세대                                        | 1세대                                        | 1세대                                        |
| ---------------------------------------------- | -------------------------------------------- | -------------------------------------------- | -------------------------------------------- | -------------------------------------------- |
| 마그나복스 오디세이                            | 1972                                         | $100                                         | $553                                         | 350,000                                      |
| 2세대                                          |                                              |                                              |                                              |                                              |
| 아타리 2600                                    | 1977                                         | $200                                         | $882                                         | 30,000,000                                   |
| 인텔리비전                                     | 1979                                         | $300                                         | $996                                         | 3,000,000                                    |
| 아타리 5200                                    | 1982                                         | $270                                         | $740                                         | 1,400,000                                    |
| 콜레코비전                                     | 1982                                         | $175                                         | $480                                         | 2,000,000                                    |
| 3세대                                          |                                              |                                              |                                              |                                              |
| 패밀리컴퓨터                                   | 1985                                         | $200                                         | $490                                         | 61,900,000                                   |
| 아타리 7800                                    | 1986                                         | $150                                         | $380                                         | 3,770,000                                    |
| 세가 마스터 시스템                             | 1986                                         | $200                                         | $470                                         | 13,000,000                                   |
| 4세대                                          |                                              |                                              |                                              |                                              |
| 게임보이                                       | 1989                                         | $110                                         | $234                                         | 64,400,000                                   |
| PC 엔진                                        | 1989                                         | $200                                         | $426                                         | 5,800,000                                    |
| 메가 드라이브                                  | 1989                                         | $190                                         | $405                                         | 30,750,000                                   |
| 슈퍼 패미컴                                    | 1991                                         | $200                                         | $384                                         | 49,100,000                                   |
| CD-i                                           | 1991                                         | $400                                         | $768                                         | 1,000,000                                    |
| 네오지오 (시스템)                              | 1991                                         | $650                                         | $1248                                        | 980,000                                      |
| 메가 CD                                        | 1992                                         | $300                                         | $561                                         | 2,240,000                                    |
| 5세대                                          |                                              |                                              |                                              |                                              |
| 아타리 재규어                                  | 1993                                         | $250                                         | $453                                         | 250,000                                      |
| 3DO 인터랙티브 멀티플레이어                    | 1993                                         | $700                                         | $1267                                        | 2,000,000                                    |
| 슈퍼 32X                                       | 1994                                         | $160                                         | $282                                         | 665,000                                      |
| 플레이스테이션                                 | 1995                                         | $300                                         | $516                                         | 102,490,000                                  |
| 세가 새턴                                      | 1995                                         | $400                                         | $688                                         | 9,260,000                                    |
| 닌텐도 64                                      | 1996                                         | $200                                         | $334                                         | 32,390,000                                   |
| 게임보이 컬러                                  | 1998                                         |                                              |                                              | 49,300,000                                   |
| 6세대                                          |                                              |                                              |                                              |                                              |
| 드림캐스트                                     | 1999                                         | $200                                         | $314                                         | 9,130,000                                    |
| 플레이스테이션 2                               | 2000                                         | $300                                         | $459                                         | 155,000,000                                  |
| 닌텐도 게임큐브                                | 2001                                         | $200                                         | $294                                         | 21,740,000                                   |
| 엑스박스 (콘솔)                                | 2001                                         | $300                                         | $441                                         | 24,000,000                                   |
| 게임보이 어드밴스                              | 2001                                         | $100                                         | $147                                         | 118,690,000                                  |
| N-Gage                                         | 2003                                         | $300                                         | $416                                         | 3,000,000                                    |
| 7세대                                          |                                              |                                              |                                              |                                              |
| 닌텐도 DS                                      | 2004                                         | $200                                         | $278                                         | 154,020,000                                  |
| 플레이스테이션 포터블                          | 2004                                         | $250                                         | $348                                         | 82,000,000                                   |
| 엑스박스 360                                   | 2005                                         | $400                                         | $540                                         | 84,700,000                                   |
| 플레이스테이션 3                               | 2006                                         | $500                                         | $680                                         | 87,400,000                                   |
| Wii                                            | 2006                                         | $250                                         | $326                                         | 101,630,000                                  |
| 8세대                                          |                                              |                                              |                                              |                                              |
| Wii U                                          | 2012                                         | $350                                         | $399                                         | 13,560,000                                   |
| 닌텐도 3DS                                     | 2011                                         | $250                                         | $293                                         | 75,280,000                                   |
| 플레이스테이션 비타                            | 2012                                         | $250                                         | $293                                         | 15,900,000                                   |
| 플레이스테이션 4                               | 2013                                         | $400                                         | $448                                         | 117,200,000                                  |
| 엑스박스 원                                    | 2013                                         | $500                                         | $560                                         | 51,000,000 (Estimate)                        |
| 닌텐도 스위치                                  | 2017                                         | $300                                         | $318                                         | 122,550,000                                  |
| 현 세대                                        |                                              |                                              |                                              |                                              |
| 플레이스테이션 5                               | 2020                                         | $400 / $500                                  | $400 / $500                                  | 50,000,000                                   |
| 엑스박스 시리즈 X/S                            | 2020                                         | $300 / $500                                  | $300 / $500                                  | 18,000,000 (Estimate)                        |
| 휴대용 기기는 파란색으로 표시된다. 1. 2. 3. 4. |                                              |                                              |                                              |                                              |

1970년대와 1980년대에 처음 출시된 콘솔은 약 US$200−300였고, ROM 카트리지의 도입으로 각 게임은 평균 약 US$30−40였다. 시간이 지남에 따라 기본 콘솔 유닛의 출시 가격은 일반적으로 약 US$400−500로 상승했으며, 평균 게임 비용은 US$60였다. 예외적으로, 1990년대 초 ROM 카트리지에서 광학 미디어로의 전환 시기에는 US$400를 초과하고 최고 US$700에 달하는 고가의 콘솔이 여럿 출시되었다. 그 결과, 이러한 초기 광학 미디어 콘솔의 판매는 대체로 저조했다.
인플레이션을 감안하면 콘솔 가격은 일반적으로 하향 추세를 보였는데, 초기 세대의 US$800−1,000에서 현재 콘솔의 US$500−600로 떨어졌다. 이는 어떤 컴퓨터 기술에서도 일반적인 현상으로, 컴퓨팅 성능 및 기능의 개선이 이러한 개선을 달성하는 데 드는 추가 비용을 능가했기 때문이다. 또한, 미국 내에서 콘솔 가격은 일반적으로 일관되게 유지되었는데, 이는 콘솔 출시 연도의 미국 인구조사국 데이터에 기반한 중간 가구 소득의 0.8%에서 1% 이내였다.
패밀리컴퓨터 출시 이후, 콘솔 가격은 면도날 모델로 안정화되었으며, 콘솔은 제조업체에게 거의 또는 전혀 이익 없이 판매되지만, 콘솔 라이선스 비용 및 콘솔 주변의 기타 부가가치 서비스 (예: 엑스박스 라이브)로 인해 판매되는 각 게임에서 수익을 얻는다. 콘솔 제조업체는 심지어 콘솔 출시 초기에 콘솔 판매에서 손실을 감수하는 것으로 알려져 있으며, 이는 수익 공유와 더 저렴한 구성 요소 및 제조 공정으로 전환하면서 소매 가격을 변경하지 않고 나중에 콘솔 가격 회복으로 만회할 것을 예상한다. 콘솔은 일반적으로 5년의 제품 수명을 가지도록 설계되었지만, 제조업체는 최근 세대의 제품에 대해 7년에서 잠재적으로 10년의 더 긴 수명을 고려하고 있다.

### 경쟁
비디오 게임 산업의 하위 집합인 비디오 게임 콘솔 시장 내의 경쟁은 상대적으로 현대적인 역사, 영화 산업에 필적하는 급속한 성장, 그리고 다른 분야와 비교했을 때 잦은 변화로 인해 경제학자들에게 흥미로운 분야이다.
시장에 대한 규제되지 않은 경쟁의 영향은 업계 초기에 두 번 목격되었다. 이 산업은 1977년 마그나복스 오디세이, 아타리의 가정용 퐁, 콜레코 텔스타 시리즈가 출시된 후 첫 번째 붕괴를 겪었는데, 이는 저렴한 제너럴 인스트루먼트 프로세서 칩을 사용하는 다른 타사 제조업체가 자체 가정용 콘솔을 만들어 1977년까지 시장을 범람하게 만들었다.:81–89 1983년 비디오 게임 위기는 저렴한 개인용 컴퓨터와의 경쟁을 포함한 여러 요인에 의해 촉진되었지만, 규제되지 않은 경쟁 또한 한 가지 요인이었다. 액티비전이 아타리 2600 및 인텔리비전용 타사 게임 개발에 성공한 것을 따르려던 수많은 타사 게임 개발업체들이 저품질 게임으로 시장을 범람시켜, 품질 좋은 게임조차 판매되기 어렵게 만들었다. 닌텐도는 서구 지역에 패밀리컴퓨터가 출시될 때 체킹 집적 회로라는 록아웃 칩을 사용하여 콘솔용으로 어떤 게임이 출시될 수 있는지 통제했다. 라이선스 계약의 일환으로 닌텐도는 개발자들이 2년 동안 동일한 게임을 다른 콘솔에 출시하는 것을 추가로 방지했다. 이는 콘솔 개발의 기술적 한계를 넘어선 게임에 대한 콘솔 독점성을 확보하는 첫 번째 수단 중 하나였다.
패밀리컴퓨터는 또한 콘솔 시스템의 판매 및 홍보 수단으로서 비디오 게임 마스코트의 개념을 도입했는데, NES의 마스코트는 마리오였다. 마스코트의 사업적 활용은 일본의 전통이었고, 이는 팩맨과 같은 아케이드 게임에서 이미 성공적임이 입증되었다. 마리오는 NES의 유머러스하고 장난기 넘치는 콘솔로서의 정체성을 나타내는 데 사용되었다. 마리오는 NES가 서구에 출시되면서 빠르게 인기를 얻었고, 다음 세대 콘솔이 출시되자 다른 제조업체들은 소닉 더 헤지혹을 사용하여 마케팅 전면에 자체 마스코트를 내세웠다. 닌텐도와 세가의 라이벌 관계는 그들의 마스코트 주력 게임을 포함했으며, 이는 4세대 콘솔의 "콘솔 전쟁"의 일부였다. 그 이후로 제조업체들은 일반적으로 마스코트와 다른 퍼스트 파티 게임을 출시 또는 크리스마스와 같은 주요 판매 기간 동안 콘솔 판매를 촉진하는 데 사용되는 콘솔 번들의 핵심 타이틀로 포지셔닝했다.
같은 시기에 콘솔 제조업체가 사용한 또 다른 종류의 경쟁 우위는 "비트" 또는 주 CPU가 사용하는 워드의 크기였다. 터보그래픽스-16은 자체를 "16비트" 콘솔로 광고하며 비트 크기를 강조한 최초의 콘솔이었지만, 이는 아키텍처의 일부에만 해당되었고 CPU는 여전히 8비트 유닛이었다. 그럼에도 불구하고 제조업체들은 소비자들이 콘솔 판매 포인트로서 비트 개념에 집착하게 되었고, 4세대, 5세대, 6세대에 걸쳐 이러한 "비트 전쟁"이 콘솔 광고에 큰 영향을 미쳤다. 비트 사용은 CPU 아키텍처가 더 이상 워드 크기를 늘릴 필요가 없어지고 대신 다중 코어 CPU와 같은 다른 수단으로 성능을 향상시킬 수 있게 되면서 사라졌다.

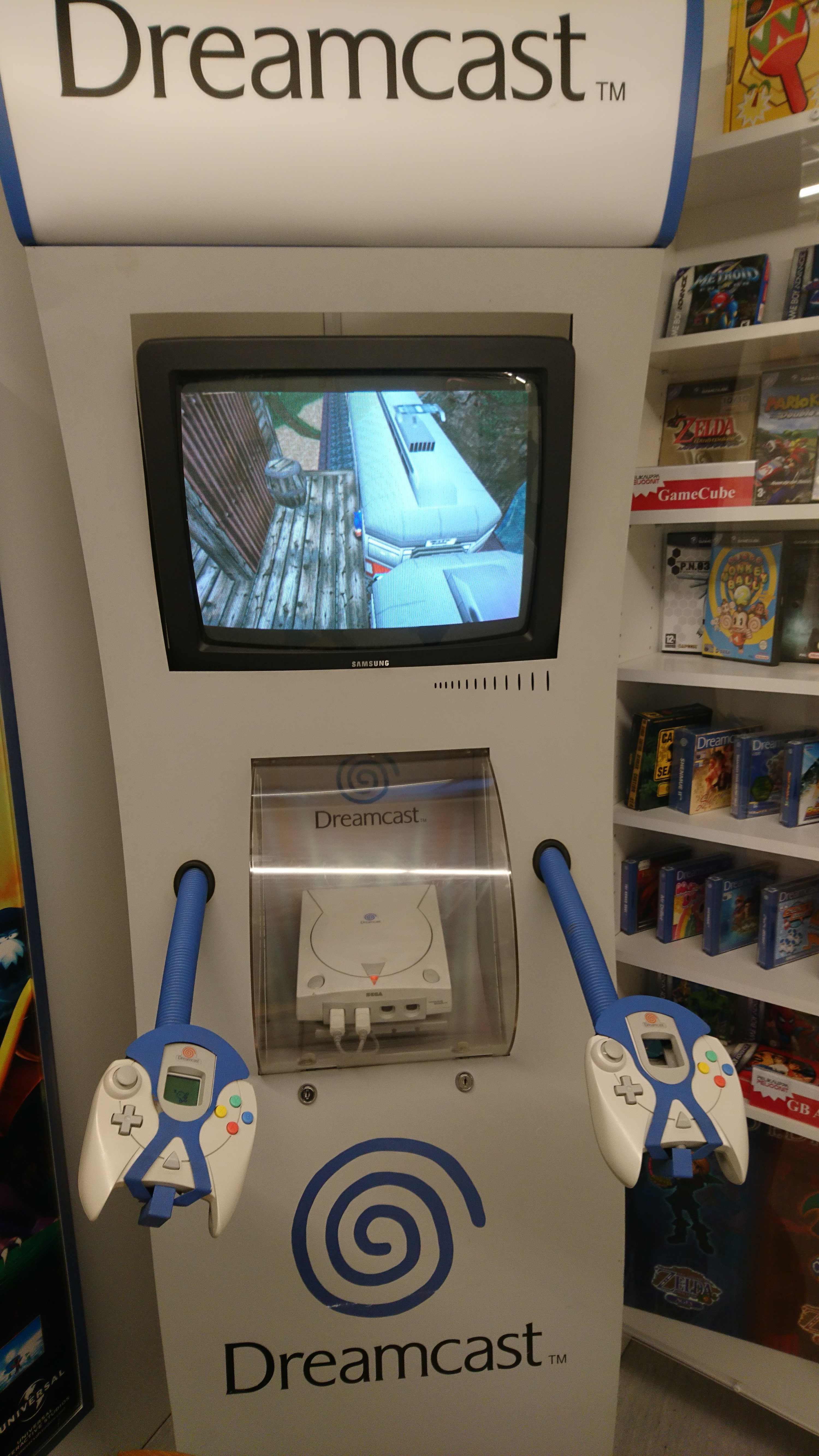
2017년 핀란드 탐페레의 핀란드 게임 박물관에 전시된 드림캐스트 (세가의 마지막 콘솔) 소매 데모 키오스크

일반적으로 콘솔 수가 증가하면 더 많은 소비자 옵션과 더 나은 경쟁이 발생하지만, 타이틀의 독점성은 대부분의 소비자에게 콘솔 선택을 "모 아니면 도"식 결정으로 만들었다. 또한, 5세대와 6세대에 걸쳐 사용 가능한 콘솔 수가 증가함에 따라 게임 개발자들은 어떤 시스템에 집중할지 압력을 받게 되었고, 결국 가장 많이 팔리는 플랫폼으로 목표 선택을 좁혔다. 이로 인해 시장이 위축되었고, 세가와 같은 주요 업체들은 드림캐스트 이후 하드웨어 사업을 떠났지만 소프트웨어 분야는 계속했다. 효과적으로 각 콘솔 세대에는 두세 명의 지배적인 플레이어가 있었다.
2010년대와 2020년대의 콘솔 시장 경쟁은 닌텐도, 소니, 마이크로소프트 세 주요 제조업체 간의 과점으로 간주된다. 이 세 업체는 자사 콘솔에 독점적인 퍼스트 파티 게임과 함께 타사 개발자와 독점 계약을 협상하여 최소한 초기 기간 동안 게임을 독점적으로 제공하여 소비자를 자사 콘솔로 유도한다. 또한 CPU 및 GPU 제조업체와 협력하여 컴퓨터용 하드웨어를 비디오 게임에 더 적합하고 효과적으로 작동하도록 조정하고 맞춤화하여 비디오 게임 콘솔에 필요한 저렴한 하드웨어를 만들었다. 마지막으로, 콘솔 제조업체는 소매업체와 협력하여 콘솔, 게임 및 액세서리 홍보를 돕는다. 콘솔 하드웨어 가격은 소매업체가 이익을 얻을 수 있는 제조업체 권장 소매가격과 큰 차이가 없지만, 제조업체와의 이러한 세부 사항은 프리미어 제품 배치를 위한 게임 및 액세서리 번들 판매에서 더 나은 이익을 확보할 수 있다. 이 모든 것은 네트워크 효과를 형성하며, 각 제조업체는 경쟁에서 전반적인 위치를 높이기 위해 파트너 네트워크의 규모를 최대화하려고 노력한다.
세 업체 중, 자체 하드웨어 제조 역량을 갖춘 마이크로소프트와 소니는 새로운 콘솔 기술에 대한 적응을 통해 서로에게 선점자 우위를 얻으려는 선도적인 접근 방식을 유지하고 있다. 닌텐도는 공급업체에 더 의존하며, 따라서 마이크로소프트 및 소니와 기능 대 기능으로 경쟁하기보다는 닌텐도 DS 및 Wii 이후로  "블루오션" 전략을 채택했다.